# Pravoberezhnyy (huyện)
Huyện Pravoberezhnyy (tiếng Nga: ? райо́н) là một huyện hành chính tự quản (raion), của Bắc Ossetia, Nga. Huyện có diện tích 443 km², dân số thời điểm ngày 1 tháng 1 năm 2000 là 55600 người. Trung tâm của huyện đóng ở Beslan.